# 트위디게잡이쥐
트위디게잡이쥐(Ichthyomys tweedii)는 비단털쥐과에 속하는 설치류의 일종이다. 에콰도르 서부와 파나마 중부의 서로 떨어진 두 곳에서 발견된다. 해발 900~1700m 지역의 주로 유속이 빠른 물 근처에서 발견되고, 그 다음은 숲에서 발견된다. 게잡이쥐속의 다른 종처럼 야행성, 준수생 동물이며 게와 같은 민물 무척추동물을 먹는다. 서식지 파과와 물 오염 때문에 위협을 받고 있다.